# Precinct de Grantsburg no 2
Le precinct de Grantsburg N° 2 est un precinct électoral du comté de Johnson dans l'Illinois, aux États-Unis. En 2010, ce precinct comptait une population de 619 habitants.

## Source de la traduction
- (es) Cet article est partiellement ou en totalité issu de l’article de Wikipédia en espagnol intitulé « Distrito electoral de Grantsburg n.º 2 » (voir la liste des auteurs).